# Ер некст
Ер некст или Air Next Co., Ltd. (јап. エアーネクスト株式会社 - Eā Nekusuto Kabushiki-gaisha) је нискотарифна авио-компанија са седиштем на аеродрому Фукуока у градској четврти Хаката, Фукуока, префектура Фукуока, Јапан и филијала у потпуном власништву Ол Нипон ервејс (АНА). Компанија ради домаћи сервис из своје главне базе на аеродрому Фукуока. 1. октобра 2010. године, Ер некст је спојен са Ер централ и Ер Нипон нетворк и преименован у АНА вингс.

## Историја
Авио-компанија је основана у августу 2004. године, а њен први лет је био 1. јуна 2005. године са пар Боинг 737-500 авиона. Ер некст је до краја 2006. године добила још два авиона 737 и још три у 2007. години, формирајући своју флоту са укупно седам авиона.
У фебруару 2005. године Ер некст је имао седиште у граду Минато, Токио.
Ер некст авиони носили су ознакју АНА са натписом Ер некст малим словима на трупу и слику делфина насликан на сваком мотору. Ер некст је летела са кодом ANA/NH иако је имала своје авио кодове.

## Дестинације
- Фукуока - Комацу
- Фукуока - Ишигаки
- Наха - Мијако
- Наха - Ишигаки

## Флота
Од децембра 2009. године, у флоти Ер некст били су следећи авиони: